# العلاقات الأرمينية الوسط إفريقية
العلاقات الأرمينية الوسط أفريقية هي العلاقات الثنائية التي تجمع بين أرمينيا وجمهورية أفريقيا الوسطى.

## مقارنة بين البلدين
هذه مقارنة عامة ومرجعية للدولتين:
| وجه المقارنة                                              | أرمينيا                    | جمهورية أفريقيا الوسطى      |
| --------------------------------------------------------- | -------------------------- | --------------------------- |
| المساحة (كم2)                                             | 29.74 ألف                  | 622.98 ألف                  |
| عدد السكان (نسمة)                                         | 2.93 مليون                 | 4.66 مليون                  |
| الكثافة السكانية (ن./كم²)                                 | 98.52                      | 7.48                        |
| العاصمة                                                   | يريفان                     | بانغي                       |
| اللغة الرسمية                                             | لغة أرمنية                 | لغة فرنسية، اللغة السانغوية |
| العملة                                                    | درام أرميني                | فرنك وسط أفريقي             |
| الناتج المحلي الإجمالي (بليون دولار)                      | 11.54 مليار                | 1.95 مليار                  |
| الناتج المحلي الإجمالي (تعادل القوة الشرائية) بليون دولار | 25.41 مليار                | 3.03 مليار                  |
| الناتج المحلي الإجمالي الاسمي للفرد دولار أمريكي          | 3.49 ألف                   | 323                         |
| الناتج المحلي الإجمالي للفرد دولار أمريكي                 | 8.07 ألف                   | 594                         |
| مؤشر التنمية البشرية                                      | 0.743                      | 0.350                       |
| رمز المكالمات الدولي                                      | +374                       | +236                        |
| رمز الإنترنت                                              | .am، .հայ ‏                 | .cf                         |
| المنطقة الزمنية                                           | ت ع م+04:00، توقيت أرمينيا | ت ع م+01:00                 |

## منظمات دولية مشتركة
يشترك البلدان في عضوية مجموعة من المنظمات الدولية، منها:
| علم المنظمة | اسم المنظمة                               | تاريخ انضمام أرمينيا | تاريخ انضمام جمهورية أفريقيا الوسطى |
| ----------- | ----------------------------------------- | -------------------- | ----------------------------------- |
|             | مؤسسة التنمية الدولية                     | 25 أغسطس 1993        | 27 أغسطس 1963                       |
|             | يونسكو                                    | 9 يونيو 1992         | 11 نوفمبر 1960                      |
|             | وكالة ضمان الاستثمار متعدد الأطراف        | 5 ديسمبر 1995        | 8 سبتمبر 2000                       |
|             | الأمم المتحدة                             | 2 مارس 1992          | 20 سبتمبر 1960                      |
|             | الفريق المعني برصد الأرض                  | ?                    | ?                                   |
|             | الاتحاد البريدي العالمي                   | ?                    | ?                                   |
|             | البنك الدولي للإنشاء والتعمير             | 16 سبتمبر 1992       | 10 يوليو 1963                       |
|             | الاتحاد الدولي للاتصالات                  | 30 يونيو 1992        | 2 ديسمبر 1960                       |
|             | منظمة حظر الأسلحة الكيميائية              | ?                    | ?                                   |
|             | مؤسسة التمويل الدولية                     | 18 أبريل 1995        | 1 أبريل 1991                        |
|             | المركز الدولي لتسوية المنازعات الاستشارية | 16 أكتوبر 1992       | 14 أكتوبر 1966                      |
|             | منظمة التجارة العالمية                    | 5 فبراير 2003        | ?                                   |
|             | منظمة الشرطة الجنائية الدولية             | ?                    | ?                                   |

## وصلات خارجية
- موقع وزارة الخارجية الأرمينية